# Rajongemeinde Joniškis
Die Rajongemeinde Joniškis (Joniškio rajono savivaldybė)  ist eine  Rajongemeinde im Norden Litauens. Der Amtsbezirk Joniškis innerhalb der Gemeinde umfasst neben der Stadt mit 10.823 Einwohnern weitere Orte mit zusammen über 1000 Einwohnern.
Insgesamt wohnen in der Gemeinde 30.418 Menschen.
Die Rajongemeinde  umfasst die beiden Städte Joniškis und Žagarė (2312 Einw.), die beiden Städtchen (miesteliai) Kriukai (602 Einw.) und Skaistgirys (964 Einw.) sowie 290 Dörfer zwischen unter 10 und über 500 Einwohnern.

## Amtsbezirke

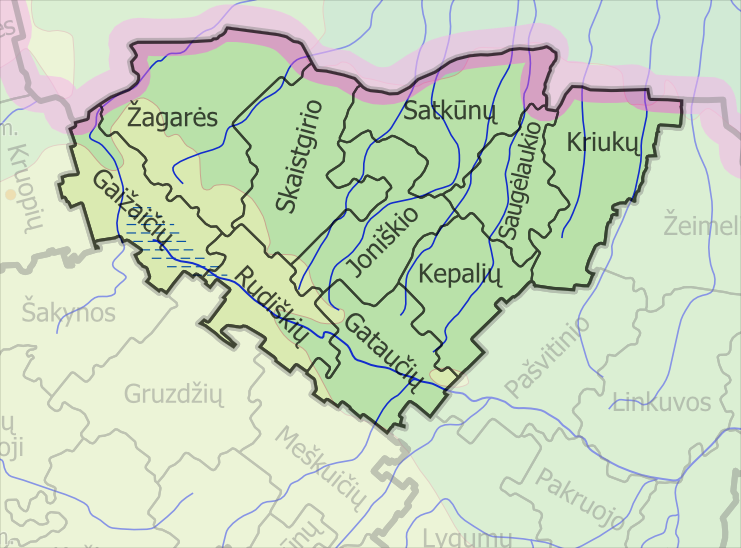
Amtsbezirke der Rajongemeinde Joniškis

- Gaižaičiai
- Gataučiai
- Joniškis
- Kirnaičiai
- Kriukai
- Rudiškiai
- Satkūnai
- Bariūnai
- Skaistgirys
- Žagarė

## Bürgermeister
- 1990: Vytautas Adomaitis
- 1995: Juozas Sperauskas (*  1957), TS
- 1997, 2000: Voldemaras Bandžiukas (* 1959)
- 2003: Edmundas Grigaliūnas (1952–2009)
- 2005: Alfonsas Lidžius (* 1942)
- 2007: Romaldas Gadeikis (* 1957)
- 2011: Gediminas Čepulis (* 1963)
- 2019: Vitalijus Gailius (* 1969), LRLS